# TT154
TT154 (Theban Tomb 154) è la sigla che identifica una delle Tombe dei Nobili ubicate nell’area della cosiddetta Necropoli Tebana, sulla sponda occidentale del Nilo dinanzi alla città di Luxor, in Egitto. Destinata a sepolture di nobili e funzionari connessi alle case regnanti, specie del Nuovo Regno, l'area venne sfruttata, come necropoli, fin dall'Antico Regno e, successivamente, sino al periodo Saitico (con la XXVI dinastia) e Tolemaico.

## Titolare
TT154 era la tomba di:
| Titolare | Titolo      | Necropoli       | Dinastia/Periodo                | Note                                                          |
| -------- | ----------- | --------------- | ------------------------------- | ------------------------------------------------------------- |
| Taty     | Maggiordomo | Dra Abu el-Naga | XVIII dinastia (Thutmosi III ?) | versante sud del wadi, al limite della collina settentrionale |

## Biografia
Nessuna notizia biografica è ricavabile dalle poche e malridotte pitture parietali.

## La tomba
Planimetricamente la tomba si presenta con un'unica sala longitudinale sulle cui pareti è ancora leggibile un unico rilievo rappresentante il defunto e la moglie con un uomo e una donna che offrono loro libagioni. Sono anche presenti tracce di un dipinto, non ultimato, rappresentante portatori di offerte, cibi e birra, nonché arpiste e altre musiciste (?), e uomini nell'atto di scolpire una stele e scavare la tomba.

### Annotazioni
1. ↑  La prima numerazione delle tombe, dalla numero 1 alla 253, risale al 1913 con l’edizione del "Topographical Catalogue of the Private Tombs of Thebes" di Alan Gardiner e Arthur Weigall. Le tombe erano numerate in ordine di scoperta e non geografico; ugualmente in ordine cronologico di scoperta sono le tombe dalla 253 in poi.
2. ↑  I campi della Duat, ovvero l'aldilà egizio, si trovavano, secondo le credenze, proprio sulla riva occidentale del grande fiume.
3. ↑  Nella sua epoca di utilizzo, l'area era nota come "Quella di fronte al suo Signore" (con riferimento alla riva orientale, dove si trovavano le strutture dei Palazzi di residenza dei re e i templi dei principali dei) o, più semplicemente, "Occidente di Tebe".
4. ↑  le Tombe dei Nobili, benché raggruppate in un'unica area, sono di fatto distribuite su più necropoli distinte.
5. ↑  Le note, sovente di inquadramento topografico della tomba, sono tratte dal "Topographical Catalogue" di Gardiner e Weigall, ed. 1913 e fanno perciò riferimento alla situazione dell'epoca.

### Fonti
1. ↑  Gardiner e Weigall 1913.
2. ↑  Donadoni 1999,  p. 115.
3. 1 2 3  Porter e Moss 1927,  p. 262.
4. ↑  Gardiner e Weigall 1913, pp. 30-31.